# Кальял
Кальял — село в Рутульском районе Дагестана. Центр Кальяльский сельсовет.

## Географическое положение
Расположено на северном склоне Главного Кавказского хребта на реке Самур, в 39 км северо-западнее районного центра села Рутул.

## Население
| 1895 | 1926 | 1939 | 1970 | 1989 | 2002 | 2010 |
| ---- | ---- | ---- | ---- | ---- | ---- | ---- |
| 526  | ↘158 | ↗176 | ↗300 | ↘289 | ↗348 | ↗399 |
| 2021 |      |      |      |      |      |      |
| ↘374 |      |      |      |      |      |      |

Моноэтническое цахурское село.